# Way Away
Singles de Yellowcard
Ocean Avenue
(2003)
Way Away est le premier single et la chanson d'ouverture de l'album Ocean Avenue du groupe Yellowcard. La chanson et le clip reflètent tous deux le choix du groupe de quitter leur ville natale de Jacksonville en Floride pour la Californie, dans l'espoir de se faire un nom dans la scène rock du sud de la Californie.
Way Away fait partie de la bande son des jeux vidéo de football américain Madden NFL et SSX 3.

## Liste des pistes
1. Way Away
2. Hey Mike
3. Avondale (acoustique)
4. Way Away (vidéo)
5. Behind the Scenes Footage (vidéo)